# Лешетинский кузнец
«Лешетинский кузнец» (чеш. Lešetínský kovář) — поэма Сватоплука Чеха. Первоначально была опубликована в 1883 году в издании «Поэтицке беседы», однако практически сразу была конфискована и запрещена для опубликования на длительное время. Поэма рассказывает о борьбе чешского сельского ремесленника и его друзей против иностранного капитала. Поэма получила в Чехии огромную популярность, став в 80-е годы, да и несколько позже, одним из самых значительных антиправительственных и антикапиталистических произведений в тогдашней чешской литературе.

## Художественные особенности
В своём произведении Сватоплук Чех критикует капитализм и приветствует активную борьбу против него. Взамен же ему он противопоставляет имевшийся в прошлом патриархальный идеал чешской деревни, который определяется автором как положительный.При этом указанное прошлое поэтизируется и романтизируется автором в ущерб реализму. Благодаря поэме читатель может проследить, как автор, изучая жизнь, постепенно приходил к уяснению тесной взаимосвязи между национальной и социальной борьбой чешских рабочих.